# 米亞斯冰川
78°5′S 163°40′E / 78.083°S 163.667°E
米亞斯冰川（英語：Miers Glacier）是南極洲的冰川，位於維多利亞地，處於特米努斯山以北，是米亞斯谷的西部，該冰川由英國的探險隊繪入地圖。